# Yvette Étiévant
Yvette Camille Hélène Étiévant Éstival, född 30 december 1922 i Paris, född 17 mars 2003 i samma stad, var en fransk skådespelerska.

## Roller i urval
- 1945 – Damerna i Boulognerskogen
- 1951 – Prästmans dagbok
- 1956 – Brott och straff
- 1956 – Människor utan betydelse
- 1960 – De bestialiska
- 1966 – Kriget är slut
- 1967 – Jag älskar dig, jag älskar dig
- 1972 – Gisslan
- 1982 – Les Misérables